# Albina Paraminski
Albina Paraminski Rosandić, hrvatska šahistica. Pojedinačna prvakinja Hrvatske 1991. godine.

## Vanjske poveznice
- Partije Albine Paraminski na 365Chess.com
- Chess-DB[neaktivna poveznica]
- Chess Tempo[neaktivna poveznica]
- Chessgames.com
- Chess.com
- Hrvatski šahovski savez  Arhivirana inačica izvorne stranice od 11. travnja 2012. (Wayback Machine) Nacionalna rejting lista
- FIDE